# Halifax (Wirginia)
Halifax – miasto w Stanach Zjednoczonych, w stanie Wirginia, siedziba administracyjna hrabstwa Halifax. W 2000 roku populacja miasta wynosiła 1389 mieszkańców.